# 巨人軍の歌 -闘魂こめて-
「巨人軍の歌 -闘魂こめて-」（きょじんぐんのうた とうこんこめて）は、日本野球機構（NPB）のセントラル・リーグに属する読売ジャイアンツ（巨人）の3代目球団歌である。作詞・椿三平（池田誠一郎）、補作・西條八十、作曲・古関裕而。

## 概要
1963年（昭和38年）に3代目の球団歌として制定され、セントラル・リーグの6球団およびNPBの現行12球団では1936年（昭和11年）制定の「阪神タイガースの歌」に次いで2番目に古いものとなっている。
正式な表題は初代で1939年（昭和14年）制定の通称「野球の王者」（作詞・西條八十、作曲・古関裕而）、2代目で1949年（昭和24年）制定の通称「ジャイアンツ・ソング」（作詞・岡野青志、補作・藤浦洸、作曲・米山正夫）と同じく「巨人軍の歌」である。通称の方を盤面に記載していた過去2代と異なり発表当時の守屋浩、三鷹淳、若山彰およびコロムビア男声合唱団による創唱盤（SA-1094）は単に「巨人軍の歌」の題名でリリースされたが、同じ作曲者の「阪神タイガースの歌」が「六甲おろし」の通称で幅広く浸透しているのと同じように歌い出しを取った「闘魂こめて」の通称が定着した経緯もあり、1976年（昭和51年）発売の藤川純一によるカバー盤（SCS-301）は表題が「闘魂こめて -読売巨人軍球団歌-」となっている。
楽曲の著作権を管理する日本コロムビアでは、CD化された際のアルバム採録におけるトラック名やシングル再発で創唱盤の音源使用時には通称を副題に追加した「巨人軍の歌 -闘魂こめて-」、藤川によるカバー盤の音源使用時には「闘魂こめて -読売巨人軍球団歌-」とする使い分けが為されており、ニュース記事やその他の文献では後者に拠って通称の「闘魂こめて」のみで記述されることも少なくない。本項ではこうした事情に鑑み、副題を冠した記事名を採用している。

## 作成した経緯

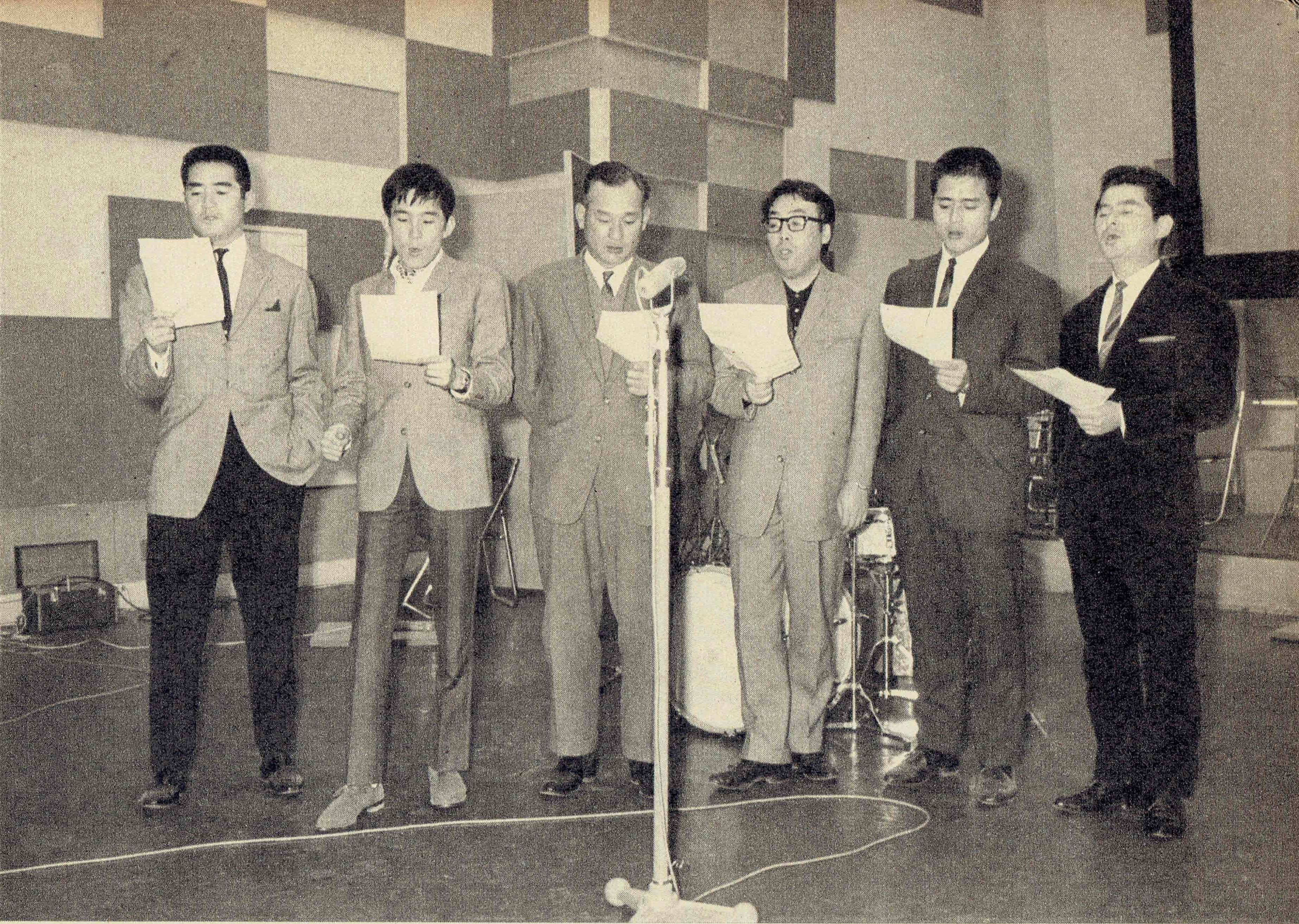
録音風景（1963年1月28日）

巨人の初代球団歌は阪神から3年遅れて1939年（昭和14年）に発表された「野球の王者」であったが、第二次世界大戦による中断を経て1946年（昭和21年）に日本野球連盟のリーグ戦が再開された時点では既に演奏実態が無くなっていたため、1リーグ時代の最終年となる1949年（昭和24年）9月に2代目の通称「ジャイアンツ・ソング」が歌詞の懸賞公募を経て作成された。
2代目の「ジャイアンツ・ソング」は10年余り演奏されたがファンの間で広く定着したとは言い難かったため、1963年（昭和38年）に球団創立30周年記念事業として3代目「巨人軍の歌」を作成することになり、改めて歌詞の懸賞公募を実施する旨の社告が読売新聞および『週刊読売スポーツ』に掲載された。
前回の懸賞公募（1万5539篇）を上回る2万892篇の応募から採用された入選作を初代「野球の王者」作詞者の西條八十が補作し、やはり「野球の王者」を作曲して以来24年ぶりの再登板となる古関裕而が作曲している。当時のNPB12球団においてはセントラル・リーグで阪神が戦前に発表され改題と一部歌詞の変更を行った「阪神タイガースの歌」を、また中日が2リーグ分裂時に制定した「ドラゴンズの歌」を、パシフィック・リーグでは東映が「フライヤーズの歌」といずれも古関が球団歌を作曲しており、この3曲に加えて巨人の球団歌に再起用されたことでセントラル・リーグ6球団の半数、NPB全体では3分の1に当たる4球団が同一作曲家による球団歌を使用する状況となった。
この3代目「巨人軍の歌」は5月4日に発表・制定され、過去2代と同じくコロムビアがB面に「巨人軍音頭 巨人はでっかいよ」を収録したシングル盤とソノシートを作成している。創唱者は守屋浩、三鷹淳、若山彰およびコロムビア男声合唱団で、ソノシートには当時の監督であった川上哲治と「ON砲」の王貞治、長嶋茂雄による挨拶が収録されていた。また、同年7月28日には読売映画社の制作、東宝の配給で3代目「巨人軍の歌」の歌い出しからタイトルを取った34分の記録映画『闘魂こめて』の上映が封切られている。

### 作詞者
作詞者のペンネーム「椿三平」こと池田誠一郎（1908年 - 2001年）については長らく「都内の出版社に勤務する編集者」と言うプロフィールしか知られていなかったが、1980年（昭和55年）に中国新聞社が刊行した『カープ30年』の編集過程において3代目「巨人軍の歌」入選から10年前の1953年（昭和28年）に「池田真琴」のペンネームで広島東洋カープの旧球団歌「広島カープの歌」を作詞していたことが判明した。

## 受容
3代目「巨人軍の歌」と同じく古関が作曲し、1961年（昭和36年）に発表時の「大阪タイガースの歌」からの改題と一部歌詞の変更を経て継続使用され「六甲おろし」の通称で親しまれている「阪神タイガースの歌」とは対照的に巨人の過去2代の球団歌はファンの間でなかなか定着しなかったが、この3代目は2年後の1965年（昭和40年）より日本シリーズ9連覇のいわゆる「V9」と呼ばれる絶頂期を迎えたこともあり、全国のファンから「闘魂こめて」の通称で幅広く愛唱されるようになった。
プロ野球の吹奏楽応援が普及しだした1980年（昭和55年）頃からは、巨人応援団が本曲の歌い出しの部分をアレンジし、汎用応援歌（通称「闘魂マーチ」）として使用していた。
2006年（平成18年）7月4日より、JR東日本が東京ドームの最寄り駅に当たる水道橋駅の開業100周年を記念して本曲を発車メロディに採用した。当初は同年のシーズン終了までを予定していたが、シーズン終了後も使用が継続され現在に至っている。
2020年（令和2年）に福島民報社が企画したベスト・アルバム『あなたが選んだ古関メロディーベスト30』（COCP-41121〜41122）の人気投票では21位にランクインし、阪神の「六甲おろし」（6位）や中日の旧「ドラゴンズの歌」（14位）には及ばなかった。同年11月25日にNHKで放送された連続テレビ小説『エール』第118話では、作曲者の古関がモデルの裕一（窪田正孝）が、1964年東京オリンピック の入場行進曲「オリンピック・マーチ」の作曲に着手する前に「闘魂こめて」を作曲し、自ら歌ってみせるエピソードが盛り込まれた。

## 音源
守屋浩、三鷹淳、若山彰およびコロムビア男声合唱団による創唱盤のリリースから13年後の1976年（昭和51年）には、前述の通り藤川純一の歌唱によるカバーが「闘魂こめて -読売巨人軍球団歌-」の表題でリリースされた（B面曲は藤川が歌う「がんばれジャイアンツ」）。1989年（平成元年）には創唱者のうち三鷹とコロムビア合唱団によるセルフカバー（編曲・小杉仁三）も作成されており、2009年（平成21年）に再発されたマキシシングル（COCA-16304）では守屋、三鷹、若山の3人による創唱と三鷹のソロがそれぞれ収録されている。東京ドームで演奏される現行のバージョンはこのいずれでもなく、1985年に日本コロムビアから発売された『'85読売ジャイアンツ選手別応援歌』（当時はカセットテープのみ発売）に収録されている混声合唱団のカバーである。
2000年代以降は、日本コロムビア発売の「野球ソングス 大定番と貴重盤」（COCP-36066）や「俺たちの野球の歌 〜六甲おろし 闘魂こめて〜」（COCP-38188）を始め、古関裕而作品を取り上げた各種のアルバムにおいて創唱バージョンが初代「野球の王者」と合わせて頻繁に収録されるようになった。
また、2004年（平成16年）にカメラータ・トウキョウから発売されたアルバム『「栄冠は君に輝く」〜古関裕而 作品集』（CMCD-28023）のトラック20では藍川由美が『巨人軍の歌〜三代「闘魂こめて」』のタイトルでトラック9の「野球の王者」（トラック名は「巨人軍の歌〜初代」）と合わせてカバーしている。

## 替え歌問題
本楽曲の替え歌として、俗に「商魂こめて」と呼ばれるジャイアンツを揶揄した内容のバージョンが存在し、2023年に入り一部で物議を醸している。この種の替え歌はサビの部分を「死ね死ねくたばれ巨人軍」などと歌い替えたもので、阪神タイガースのファンや中日ドラゴンズのファンが東京ドームで開催される巨人戦で、ラッキーセブンの際に演奏される「闘魂こめて」に合わせて歌うことが多い。東京ドームで開催される巨人対中日戦では2019年以前から、左翼ビジター席の中日ファンたちが巨人のラッキーセブンの際にこの種の替え歌を大声で熱唱していることが問題視されていた。2020年から2022年にかけては新型コロナウイルス感染症（COVID-19）の流行の影響から「声出し応援」は禁止されていたが、2023年に解禁されて以降は巨人と対戦する球団のファンが大声でこの替え歌を歌う様子が目撃され、またYouTubeなどにアップロードされたことで問題となり、阪神・中日など他球団が公式サイトなどで「侮辱的な替え歌」を止めるよう求める事態に発展している。

同様の替え歌問題が東京ヤクルトスワローズの応援歌『東京音頭』にも存在している。